# Friday Night Lights (série télévisée)
Pour les articles homonymes, voir Friday Night Lights.
Friday Night Lights ou Friday Night Lights : Les espoirs (au Québec) est une série télévisée américaine en 76 épisodes de 42 minutes créée par Peter Berg d'après son film homonyme. Elle a été diffusée depuis le 3 octobre 2006 sur le réseau NBC, puis du 1er octobre 2008 au 9 février 2011 sur The 101 Network et rediffusée sur NBC.
En France, la série a été diffusée à partir du 9 janvier 2008 sur NRJ 12 mais a été interrompue et depuis le 21 février 2014 sur Jimmy. En Suisse la série est diffusée sur TSR1 depuis le 3 novembre 2007. Mais la diffusion a été interrompue après le 3e épisode faute d'audience. La TSR a repris la diffusion régulière à partir du 29 décembre 2007. En Belgique, depuis le 7 juin 2008 sur RTL-TVI. Au Québec, seule la première saison a été diffusée sur V depuis le 8 janvier 2010.
Bien que la série n'ait pas eu de large audience, elle a été un réel succès critique, saluée pour le portrait réaliste qu'elle fait de l'Amérique moyenne et pour la profondeur qu'elle a donné à ses personnages. La série a été récompensée par de nombreuses récompenses telles qu'un Peabody Award, un Humanitas Prize, un prix de la Television Critics Association ainsi que des Primetime Emmy Awards.

## Synopsis
Dans la petite ville (fictive) de Dillon au Texas, une nuit compte dans la vie de ses habitants, celle du vendredi, soir de match pour les équipes de football américain du lycée…
Eric Taylor, nouvel entraîneur de l'équipe de football américain du lycée de Dillon, doit gérer la pression que tout le monde met sur lui ; et tout cela pour un seul et unique but : que son équipe, les Panthers, soit la meilleure du championnat.

## Distribution

### Acteurs principaux
- Kyle Chandler (VF : Emmanuel Curtil) : Eric Taylor
- Connie Britton (VF : Emmanuèle Bondeville) : Tami Taylor

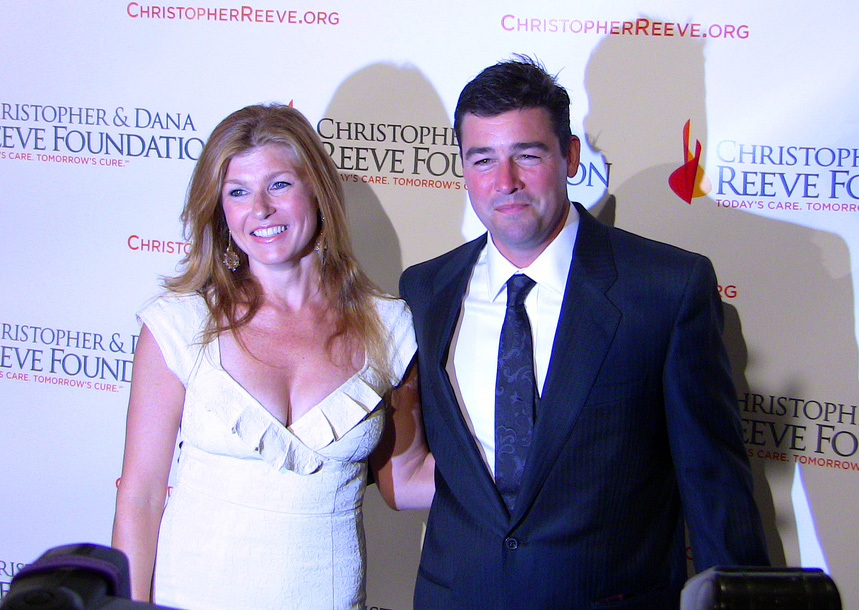
Les deux acteurs principaux Connie Britton et Kyle Chandler, en décembre 2008.

- Taylor Kitsch (VF : Nessym Guetat) : Tim Riggins (saisons 1 à 4, invité saison 5)
- Zach Gilford (VF : Pascal Nowak) : Matt Saracen (saisons 1 à 3, invité saisons 4 et 5)
- Aimee Teegarden (VF : Chantal Macé) : Julie Taylor
- Minka Kelly (VF : Marie-Eugénie Maréchal) : Lyla Garrity (saisons 1 à 3, invitée saison 4)
- Jesse Plemons (VF : Yoann Sover) : Landry Clarke (saisons 2 à 4, invité saisons 1 et 5)
- Gaius Charles (VF : Sébastien Desjours) : Brian « Smash » Williams (saisons 1 et 2, invité saison 3)
- Adrianne Palicki (VF : Dorothée Pousséo) : Tyra Collette (saisons 1 à 3, invitée saison 5)
- Scott Porter (VF : Alexandre Gillet) : Jason Street (saisons 1 et 2, invité saisons 3 et 5)
- Michael B. Jordan (VF : Jérémy Prévost) : Vincent « Vince » Howard (saisons 4 et 5)
- Matt Lauria (VF : Thierry D'Armor) : Luke Cafferty (saisons 4 et 5)
- Jurnee Smollett (VF : Fily Keita) : Jess Merriweather (saisons 4 et 5)
- Madison Burge (VF : Alexia Papineschi) : Becky Sproles (saison 5, invitée saison 4)
- Grey Damon (VF : Fabrice Fara) : Hastings Ruckle (saison 5)

### Acteurs récurrents
- Brad Leland (VF : Paul Borne) : Buddy Garrity (saisons 1 à 5)
- Derek Phillips (VF : Pascal Massix) (1re voix, saison 1 et 2 jusqu'à l'épisode 7) puis (Gilles Morvan, 2e voix) : Billy Riggins (saisons 1 à 5)
- Louanne Stephens (VF : Cathy Cerda) : Lorraine « Grandma » Saracen (saisons 1 à 5)
- Liz Mikel (VF : Véronique Borgias) : Corrina « Mam » Williams (saisons 1 à 3)
- Blue Deckert (VF : Michel Voletti) : Mac MacGill (saisons 1 à 5)
- Glenn Morshower (VF : Christian Visine) : Chad Clarke (saison 3)
- Brooke Langton (VF : Nathalie Bleynie) : Jackie Miller (saison 2)
- Aasha Davis (VF : Annabelle Roux) : Waverly Grady (saison 1)
- Aldis Hodge (VF : Jérôme Berthoud) : Ray « Voodoo » Tatum (saison 1)
- Brent Smiga (VF : David Krüger) : Henry Saracen (saisons 1 et 2)
- Dana Wheeler-Nicholson (VF : Danièle Douet) : Angela Collette (saisons 1 à 5)
- Zach Roerig : Cash (saison 3)
- Angela Rawna (VF : Sabeline Amaury) : Regina Little Howard (saisons 4 et 5)
- Jeremy Sumpter : JD « Young Gun » McCoy (saisons 3 et 4)
- Daniella Alonso : Carlotta Alonso (saison 2)

## Épisodes

### Première saison (2006-2007)
1. Ouverture de saison (Pilot)
2. Que le spectacle continue (Eyes Wide Open)
3. Coups de vent (Wind Spirits)
4. Œil pour œil, dent pour dent (Who's Your Daddy)
5. Exécution ! (Git 'Er Done)
6. L'Accident (El Accidente)
7. À la gloire des anciens (Homecoming)
8. Franchir la ligne (Crossing the Line)
9. Retour à Gatline (Full Hearts)
10. Pour les filles, c'est pas pareil (It's Different For Girls)
11. Permission (Nevermind)
12. Buckley contre Arnett (What To Do While You're Waiting)
13. Je veux t'épouser fillette (Little Girl I Wanna Marry You)
14. Surenchère (Upping the Ante)
15. Controverse raciale (Blinders)
16. Yeux pochés et cœurs brisés (Black Eyes and Broken Hearts)
17. Mensonge, sexe et caméra vidéo (I Think We Should Have Sex)
18. Les familles se séparent (Extended Families)
19. Avenir incertain (Ch-Ch-Ch-Ch Changes)
20. Dans la boue (Mud Bowl)
21. Les projets les mieux élaborés (Best Laid Plans)
22. La Finale (State)

### Deuxième saison (2007-2008)
1. Derniers Jours de l'été (Last Days of Summer)
2. Mauvaises Idées (Bad Ideas)
3. Un titre à défendre (Are You Ready For Friday Night?)
4. Vive le Mexique (Backfire)
5. Passer à autre chose (Let's Get It On)
6. Retour difficile (How Did I Get Here)
7. Perspectives universitaires (Pantherama!)
8. Le Goût des autres (Seeing Other People)
9. La Confession (The Confession)
10. Cohabitation difficile (There Goes the Neighborhood)
11. La Chasse des recruteurs (Jumping the Gun)
12. Pour qui tu te prends ? (Who Do You Think You Are?)
13. On efface tout (Humble Pie)
14. Se serrer les coudes (Leave No One Behind)
15. Que le meilleur gagne (May the Best Man Win)

### Troisième saison (2008-2009)
1. Chacun sa chance (I Knew You When)
2. Tami, seule contre tous (Tami Knows Best)
3. Examen de passage (How the Other Half Lives)
4. Merci coach (Hello, Goodbye)
5. Sur la touche (Every Rose Has Its Thorn)
6. Le Nouveau Quaterback (It Ain't Easy Being J.D. McCoy)
7. Garder la tête haute (Keeping Up Appearances)
8. New York, New York (New York, New York)
9. Le Match de la semaine (Game of the Week)
10. Mise au point (The Giving Tree)
11. Avis de tempête (A Hard Rain's Gonna Fall)
12. Au pied du mur (Underdogs)
13. La Peur du lendemain (Tomorrow Blues)

### Quatrième saison (2009-2010)
1. Dillon Est (East Dillon)
2. Après la chute (After The Fall)
3. Dans la peau d'un "lion" (In The Skin Of A Lion)
4. Les Lions de 1983 (A Sort Of Homecoming)
5. L'Hommage (The Son)
6. Rupture (Stay)
7. Ruban bleu d'excellence (The Bag)
8. Toilettes Bowl (The Toilet Bowl)
9. Les Lumières de Carol Park (The Lights of Carrol Park)
10. Un bébé ou pas (I Can't)
11. Préjudices (Injury List)
12. Dure semaine (Laboring)
13. La Fierté des lions (Thanksgiving)

### Cinquième saison (2010-2011)
1. Une rentrée difficile (Expectations)
2. Mauvais Rôles (On the Outside Looking In)
3. Devenir meilleur (The Right Hand of the Father)
4. Difficile d'être père (Keep Looking)
5. Sur Terre comme au ciel (Kingdom)
6. Écarts de conduite (Swerve)
7. Le Record de trop (Perfect Record)
8. Fractures (Fracture)
9. La Déroute (Gut Check)
10. Une place au soleil (Don't Go)
11. En route vers l'exploit (The March)
12. Au Texas ou ailleurs (Texas Whatever)
13. Au Texas éternel ! (Always)

## Joueurs
Voici les numéros des joueurs.
- 1  → Jamarcus Hall
- 6  → Jason Street
- 7  → Matt Saracen
- 12 → JD "Young gun" McCoy
- 20 → Brian "Smash" Williams
- 22 → Jim Baxter
- 33 → Tim Riggins
- 59 → Santiago
- 85 → Landry Clarke

À partir de la saison 4 :
West Dillon :
- 12 → JD "Young gun" McCoy

East Dillon :
- 5 → Vince Howard
- 21 → Landry Clarke
- 42 → Buddy Garrity Jr.
- 44 → Luke Cafferty
- 79 → Dallas Tinker
- 88 → Hastings Ruckle

## Commentaires
- La musique accompagnant le générique est une composition originale du groupe Explosions in the Sky.

- La série s'inspire du livre de H.G Bissinger Friday Night Lights: A Town, a Team, and a Dream (en) et d'un film plus ancien déjà réalisé par Peter Berg, et portant aussi le titre de Friday Night Lights sorti en 2004. Le film suivait déjà l'arrivée d'un nouveau coach pour une équipe de football américain, mais situait son intrigue en 1988.

- Après la grève des scénaristes durant la saison 2007-2008 aux États-Unis, NBC ne souhaitait pas reprendre la série. La décision de la chaîne américaine a entraîné une réaction de la part des fans qui se sont mobilisés pour permettre la reprise de la série. À partir du site internet "Save Friday Night Lights. Clear Eyes Full Heart. Can't lose this show", des actions ont été organisées, consistant notamment en l'envoi de milliers de petits ballons de football aux dirigeants de NBC. La reconduction de la série a été annoncée ; la 3e saison a été diffusé sur les écrans américains le 1er octobre 2008 sur DirecTV. NBC a par la suite annoncé que la série serait renouvelée pour deux saisons de plus[4]. La 5e et dernière saison s'est terminée en février 2011.

- Par ailleurs le slogan "Clear Eyes Full Heart, Can't Lose" (le cri de ralliement de l'équipe des Dillon Panthers), a été utilisé sans autorisations par le candidat à la présidentielle américaine Mitt Romney. Peter Berg a manifesté son mécontentement, en disant que ce slogan, employé dans ce contexte, n'avait rien à voir avec les thématiques de la série[5].
- La série a été tournée en pellicule 16mm couleur avec la caméra Arriflex 416 plus et des films Fujifilms[6].